# Farol da Fortaleza de Santa Cruz
Farol da Fortaleza de Santa Cruz é um farol brasileiro, localizado na Fortaleza de Santa Cruz da Barra, no bairro de Jurujuba, município de Niterói, no estado do Rio de Janeiro. O farol guarda o lado oriental da Baía de Guanabara, na entrada do porto do Rio de Janeiro.
Torre quadrangular em alvenaria, pintada de branco, com lanterna hexagonal. A luz atual encontra-se montada num pequeno poste, no cimo da lanterna.